# Вапняр Олександр Васильович
Олекса́ндр Васи́льович Вапняр (8 грудня 1977, Гнівань, Тиврівський район, Вінницька область, УРСР — 17 вересня 2015, с. Старогнатівка, Волноваський район, Донецька область, Україна) — старший лейтенант 72-ї окремої механізованої бригади Збройних сил України, загинув в ході російсько-української війни.

## Життєпис
Народився 8 грудня 1977 року в місті Гнівань Вінницької області. Закінчив загальноосвітню школу № 2 міста Гнівані (нині — навчально-виховний комплекс «Загальноосвітня школа I—III ступенів — гімназія № 2»), Вінницький будівельний технікум та Український транспортний університет (нині — Національний транспортний університет, місто Київ) за спеціальністю «містобудування». Під час навчання в університеті закінчив військову кафедру.
Мешкав у місті Гнівань, потім — у селі Марківці Чернігівської області. Працював головним технологом Публічного акціонерного товариства «Київметробуд», з 25 лютого 2014 року — провідним інженером технічного відділу Комунального підприємства «Київавтошляхміст» корпорації «Київавтодор».
29 січня 2015 року мобілізований до лав Збройних Сил України. Служив командиром інженерно-саперного взводу 3-го механізованого батальйону 72-ї окремої механізованої бригади.
З 2015 року брав участь в антитерористичній операції на Сході України. Позивний «Тигр».
Загинув 17 вересня 2015 року під час розмінування лісосмуги на околиці села Старогнатівка Донецької області, в результаті підриву на міні. Разом з Олександром загинув солдат Олександр Зінченко.
21 вересня 2015 року похований на Центральному кладовищі у місті Гнівань Вінницької області.
Залишилися батьки, дружина, донька та син.

## Нагороди та вшанування
- Указом Президента України № 9/2016 від 16 січня 2016 року, «за особисту мужність і високий професіоналізм, виявлені у захисті державного суверенітету та територіальної цілісності України, вірність військовій присязі», нагороджений орденом Богдана Хмельницького III ступеня (посмертно)[1].

- У місті Гнівань на фасаді навчально-виховного комплексу «Загальноосвітня школа I—III ступенів — гімназія № 2» (вулиця Івана Франка, 36), де навчався Олександр Вапняр, йому встановлено меморіальну дошку.

- Ім'ям Олександра Вапняра названо вулицю в місті Гнівань.